# Tadeusz Przemysław Szafer

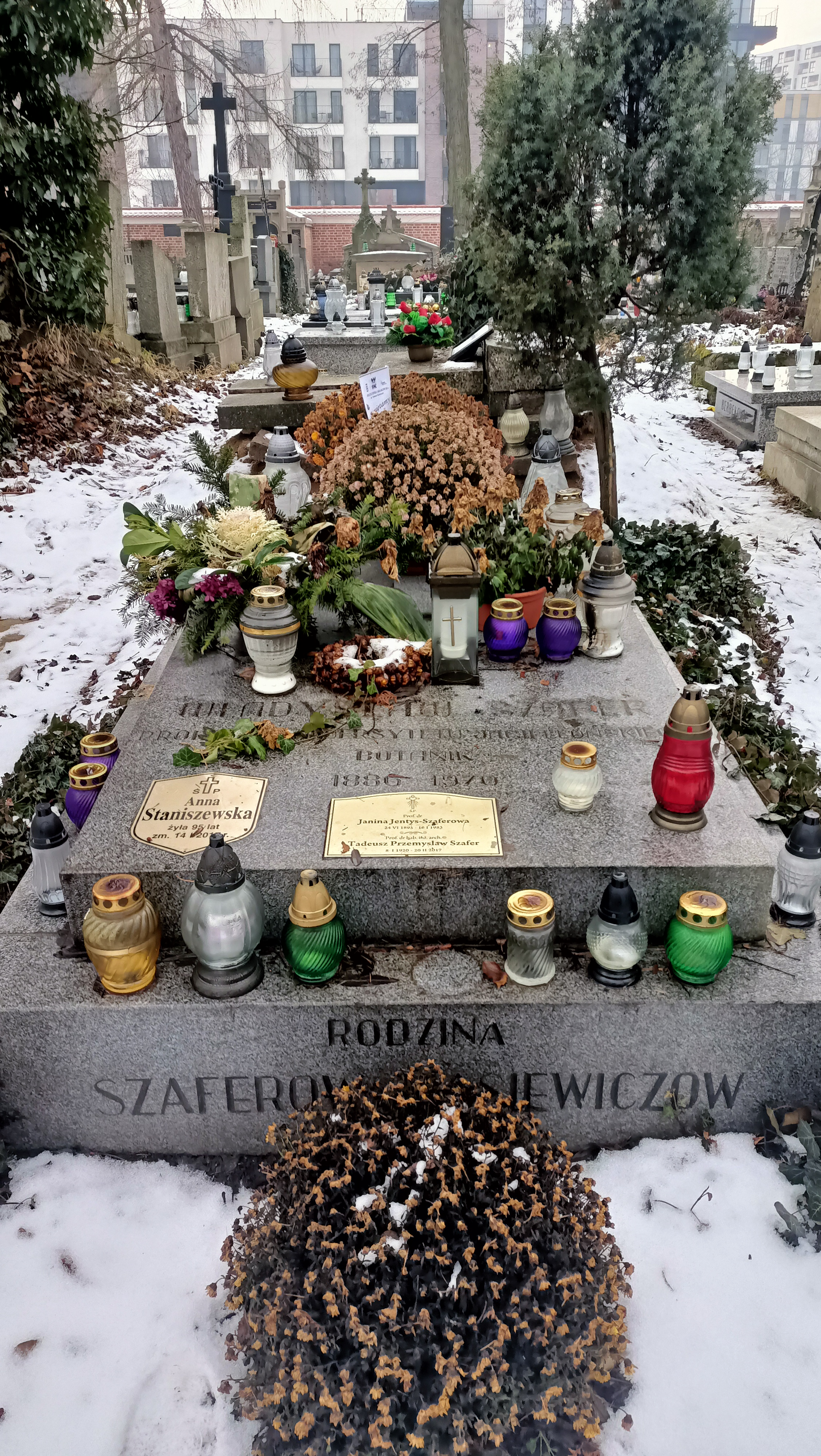
Grób Tadeusza Przemysława Szafera na Cmentarzu Rakowickim w Krakowie

Tadeusz Przemysław Szafer (ur. 8 stycznia 1920 w Krakowie, zm. 20 lutego 2017 w Warszawie) – polski architekt i urbanista, historyk sztuki.

## Życiorys
Urodził się w Krakowie, jako syn znanego przyrodnika profesora Władysława Szafera i profesor Janiny Jentys-Szaferowej. Był starszym bratem malarki Anny Staniszewskiej. Po udziale w kampanii wrześniowej został żołnierzem ZWZ-AK używającym pseudonimów „Korab” i „Boruta”. W latach 1943–1944 studiował na tajnej Politechnice Warszawskiej, a po wojnie, w latach 1945–1947 historię sztuki na Uniwersytecie Jagiellońskim i równolegle architekturę na świeżo utworzonym Wydziale Architektury początkowo przy Akademii Górniczo-Hutniczej. Od 1949 roku był członkiem SARP Oddziału Krakowskiego I, a od 1950 r. Oddziału Warszawskiego SARP, a także TUP od 1951 roku.
Wykładowca Akademii Sztuk Pięknych w Warszawie i Politechniki Krakowskiej; założyciel i prezes (1979–1982) Polskiego Klubu Ekologicznego. Dyrektor Kierownictwa Odnowienia Zamku Królewskiego na Wawelu (1983-1985). Redaktor i Przewodniczący Rady Redakcyjnej miesięcznika „Architektura” (1965–1989). Projektant zespołu wotywnego w Wadowicach.
Ważniejsze publikacje m.in.: Nowa Architektura Polska. Diariusz lat 1966–1970 (1972), Nowa Architektura Polska. Diariusz lat 1971–1975 (1979), Nowa Architektura Polska. Diariusz lat 1976–1980 (1981), Polska architektura współczesna (1977), Współczesna architektura polska: antologia czterdziestolecia (1987)

## Odznaczenia
- Krzyż Kawalerski Orderu Odrodzenia Polski
- Złoty Krzyż Zasługi
- Medal 40-lecia Polski Ludowej
- Złoty Medal „Za zasługi dla obronności kraju”
- Odznaka Zasłużony Działacz Kultury
- Nagroda resortowa I stopnia (1979)